# Élections en Slovaquie
 (signalé en août 2025).
Si vous disposez d'ouvrages ou d'articles de référence ou si vous connaissez des sites web de qualité traitant du thème abordé ici, merci de compléter l'article en donnant les références utiles à sa vérifiabilité et en les liant à la section « Notes et références ».
- Archive Wikiwix
- Bing
- Cairn
- DuckDuckGo
- E. Universalis
- Gallica
- Google
- G. Books
- G. News
- G. Scholar
- Persée
- Qwant
- (zh) Baidu
- (ru) Yandex
- (wd) trouver des œuvres sur Wikidata

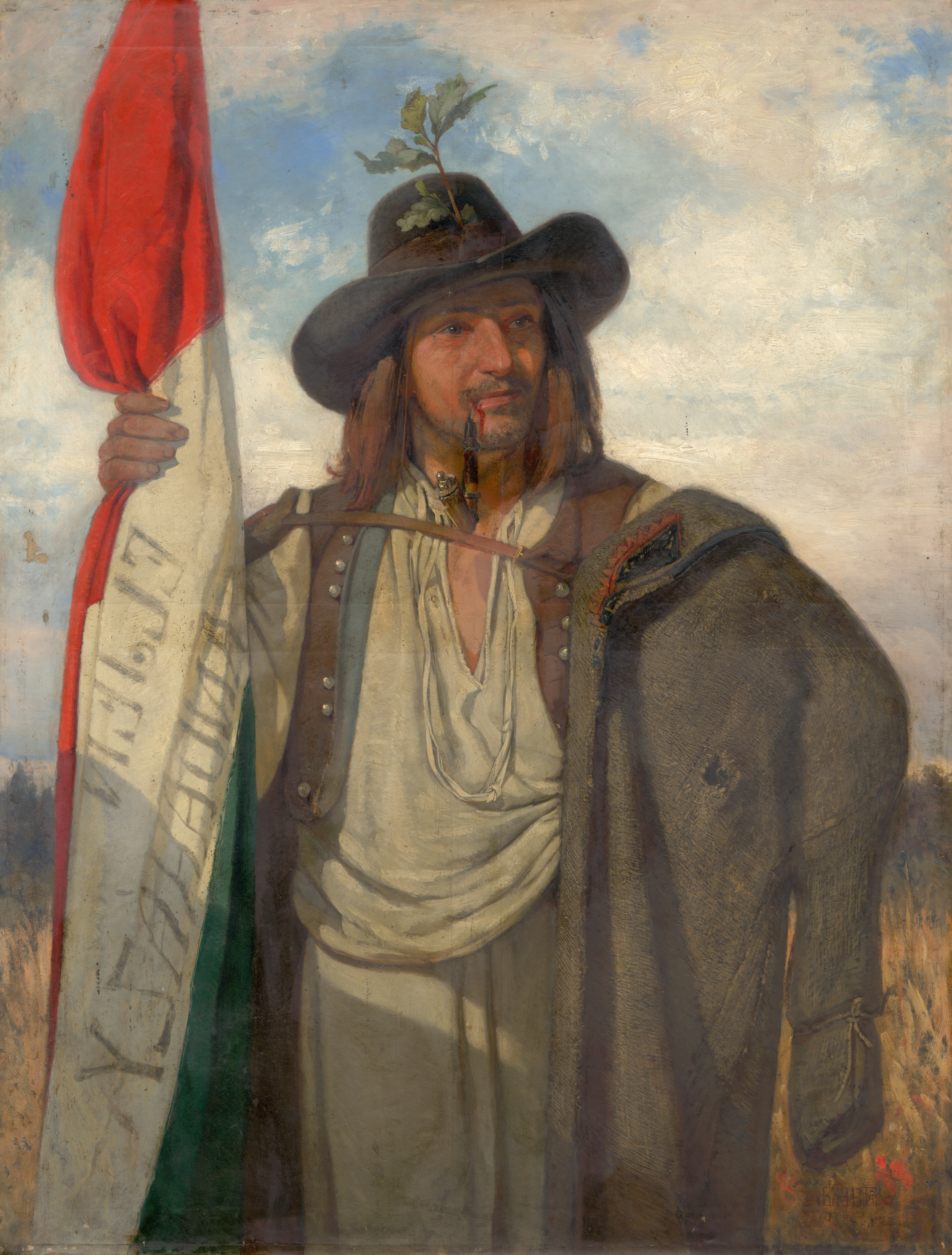
Avant les élections, Eduard Gehbe, 1877, galerie nationale slovaque.

Cet article dresse la liste des élections ayant eu lieu sur le territoire actuel de la Slovaquie.

## Élections législatives

### Dans le royaume de Hongrie (1848-1910)
- Élections législatives hongroises de 1848
- Élections législatives hongroises de 1861
- Élections du conseil impérial de la monarchie autrichienne de 1861
- Élections législatives hongroises de 1865
- Élections législatives hongroises de 1869
- Élections législatives hongroises de 1872 (73?)
- Élections législatives hongroises de 1875
- Élections législatives hongroises de 1878
- Élections législatives hongroises de 1881
- Élections législatives hongroises de 1887
- Élections législatives hongroises de 1892
- Élections législatives hongroises de 1896
- Élections législatives hongroises de 1901
- Élections législatives hongroises de 1905
- Élections législatives hongroises de 1906
- Élections législatives hongroises de 1910

### En Tchécoslovaquie (1918-1992)
- Élections à l'assemblée nationale parlementaire consultative tchécoslovaque de 1920
- Élections à l'assemblée nationale sénatoriale tchécoslovaque de  1920
- Élections à l'assemblée nationale tchécoslovaque de 1925
- Élections à l'assemblée nationale tchécoslovaque de 1929
- Élections à l'assemblée nationale tchécoslovaque de 1935
- Élections au conseil du pays slovaque de 1938
- Élections à l'assemblée nationale constituante tchécoslovaque de 1946 (Le conseil national slovaque fut constitué selon le résultat de ces élections)
- Élections à l'assemblée nationale tchécoslovaque de 1948 (Le conseil national slovaque fut constitué selon le résultat de ces élections)
- Élections à l'assemblée nationale tchécoslovaque de 1954 + Élections  du conseil national slovaque de 1954
- Élections à l'assemblée nationale tchécoslovaque de 1960 + Élections  du conseil national slovaque de 1960
- Élections à l'assemblée nationale tchécoslovaque de 1964 + Élections  du conseil national slovaque de 1964
- Élections à l'assemblée fédérale tchécoslovaque de 1971 + Élections  du conseil national slovaque de 1971
- Élections à l'assemblée fédérale tchécoslovaque de 1976 + Élections  du conseil national slovaque de 1976
- Élections à l'assemblée fédérale tchécoslovaque de 1981 + Élections  du conseil national slovaque de 1981
- Élections à l'assemblée fédérale tchécoslovaque de 1986 + Élections  du conseil national slovaque de 1986
- Élections à l'assemblée fédérale tchéco-slovaque de 1990 + Élections  du conseil national slovaque de 1990
- Élections à l'assemblée fédérale tchéco-slovaque de 1992 + Élections  du conseil national slovaque de 1992

### En République de Slovaquie (depuis 1992)
- Élections législatives slovaques de 1994
- Élections législatives slovaques de 1998
- Élections législatives slovaques de 2002
- Élections législatives slovaques de 2006
- Élections législatives slovaques de 2010
- Élections législatives slovaques de 2012
- Élections législatives slovaques de 2016
- Élections législatives slovaques de 2020
- Élections législatives slovaques de 2023

## Élection présidentielle

### Élection indirecte
- Élection présidentielle de la République tchécoslovaque de 1818
- Élection présidentielle de la République tchécoslovaque de 1920
- Élection présidentielle de la République tchécoslovaque de 1927
- Élection présidentielle de la République tchécoslovaque de 1934
- Élection présidentielle de la République tchécoslovaque de 1935
- Élection présidentielle de la République tchéco-slovaque de 1938
- Élection présidentielle de la République slovaque de 1939
- Élection présidentielle de la République tchécoslovaque de 1948
- Élection présidentielle de la République tchécoslovaque de 1953
- Élection présidentielle de la République tchécoslovaque de 1957
- Élection présidentielle de la République socialiste tchécoslovaque de 1962 (?)
- Élection présidentielle de la République socialiste tchécoslovaque de 1967 (?)
- Élection présidentielle de la République socialiste tchécoslovaque de 1968
- Élection présidentielle de la République socialiste tchécoslovaque de 1973
- Élection présidentielle de la République socialiste tchécoslovaque de 1975
- Élection présidentielle de la République socialiste tchécoslovaque de 1980
- Élection présidentielle de la République socialiste tchécoslovaque de 1985
- Élection présidentielle de la République socialiste tchécoslovaque de 1989
- Élection présidentielle de la République slovaque de 1993
- Élection présidentielle de la République slovaque de 1998

### Élections directes
- Élection présidentielle slovaque de 1999
- Élection présidentielle slovaque de 2004
- Élection présidentielle slovaque de 2009
- Élection présidentielle slovaque de 2014
- Élection présidentielle slovaque de 2019

## Élections européennes
- Élections européennes de 2004 en Slovaquie
- Élections européennes de 2009 en Slovaquie

## Élections régionales, locales et des organes communaux (depuis 1918)

### Élections communales
- Élections des représentations municipales tchécoslovaque de 1923
- Élections des représentations municipales tchécoslovaque de 1927
- Élections des représentations municipales tchécoslovaque de 1931
- Élections des représentations municipales tchécoslovaque de 1938
- 1945 - 1989: voir commissions nationales
- Élections des organes autonomes municipaux slovaque de 1990
- Élections des organes autonomes municipaux slovaque de 1994
- Élections des organes autonomes municipaux slovaque de 1998
- Élections des organes autonomes municipaux slovaque de 2002
- Élections des organes autonomes municipaux slovaque de 2006

### District, comitats, pays et régions autonomes
- Élections des représentations des comitats de Slovaquie de 1923 + Élections des représentations des districts tchécoslovaque de 1923
- Élections de la représentation du pays slovaque de 1928 + Élections des représentations des districts tchécoslovaque de 1928
- Élections de la représentation du pays slovaque de 1935 + Élections des représentations des districts tchécoslovaque de 1935
- 1945 - 1989: voir commission nationale
- Élections des organes des régions autonomes municipaux slovaque de 2001
- Élections des organes des régions autonomes municipaux slovaque de 2005
- Élections des organes des régions autonomes municipaux slovaque de 2009

### Commissions nationales (Communes, districts, régions)
- 1946: Les commissions nationales furent constituées selon le résultat des élections parlementaires
- 1948: Les commissions nationales furent constituées selon le résultat des élections parlementaires
- Élections des commissions nationales tchécoslovaque de 1954 – eurent lieu en même temps que les élections parlementaires
- Élections des commissions nationales tchécoslovaque de 1960 – eurent lieu en même temps que les élections parlementaires
- Élections des commissions nationales tchécoslovaque de 1964 – eurent lieu en même temps que les élections parlementaires
- Élections des commissions nationales tchécoslovaque de 1971 – eurent lieu en même temps que les élections parlementaires
- Élections des commissions nationales tchécoslovaque de 1976 – eurent lieu en même temps que les élections parlementaires
- Élections des commissions nationales tchécoslovaque de 1981 – eurent lieu en même temps que les élections parlementaires
- Élections des commissions nationales tchécoslovaque de 1986 – eurent lieu en même temps que les élections parlementaires